# 피르소님파속
피르소님파속 또는 소첨편모충속(Pyrsonympha)은 첨예편모충목에 속하는 엑스카바타 원생생물 속의 하나이다. 피르소님파 베르텐스(P. vertens)와 피르소님파 그란디스(P. grandis) 등을 포함하고 있다.